# Даньи, Маргит
Маргит Даньи (венг. Danÿ Margit, 5 февраля 1906 — 22 января 1975) — венгерская фехтовальщица, чемпионка мира.

## Биография
Родилась в 1906 году в Микэлакэ, Австро-Венгрия (ныне — часть города Арад в Румынии). В 1928 году приняла участие в Олимпийских играх в Амстердаме, но неудачно. В 1929 году стала бронзовой призёркой Международного первенства по фехтованию в Неаполе. В 1932 году приняла участие в Олимпийских играх в Лос-Анджелесе, но опять неудачно. В 1933 году стала чемпионкой Международного первенства по фехтованию в Будапеште. В 1934 году стала чемпионкой Международного первенства по фехтованию в Варшаве.
В 1937 году Международная федерация фехтования задним числом признала все проходившие ранее Международные первенства по фехтованию чемпионатами мира.